# Karl Bodmer (Rennfahrer)
Karl Bodmer (* 3. November 1911 in Ebingen; † 7. November 1955 ebenda), weitläufig auch unter dem Namen Karl Bodmer Ebingen bekannt, war ein deutscher Motorradrennfahrer.
Als Kfz-Mechaniker machte Bodmer 1942 in Reutlingen die Meisterprüfung. Er interessierte sich bereits sehr früh für den Zweiradsport, anfangs allerdings für Kunstradfahren und Radrennen im Radsportverein Ebingen.

## Rennsportkarriere
Nachdem Bodmer im Jahr 1930 eine 500-cm³-Rennmaschine der Marke Victoria mit Sturmey-Archer-Motor erworben hatte, fuhr er sein erstes Rennen auf der Solitude und ging auf Anhieb als Erster durchs Ziel. Von 1930/31 bis 1933 bei Victoria angestellt, fuhr er eine spezielle Victoria KR 35 mit einem obengesteuerten J.A.P-Motor beim Teterower Bergrennen vor Toni Fleischmann auf Norton zum Sieg. Weitere Rennen des Jahres 1933, an denen Bodmer teilnahm, waren der Eilenriederennen mit dem dritten Platz auf einer 350-cm³-Imperia, Rang drei am Hockenheimring auf Imperia 350 cm³, Platz zwei beim Kesselbergrennen auf Victoria 350 cm³, dritter Platz beim Gabelbergrennen auf 500-cm³-Victoria, Zweiter bei der Würgauer Bergprüfungsfahrt, vierter Rang beim Ratisbona-Bergrennen und der Sieg beim Lückendorfer Bergrennen auf einer 350-cm³-Victoria.
In den folgenden Jahren fuhr Karl Bodmer Rennen auf Rennmaschinen der Marken Norton, Triumph und Universal. Einige Erfolge auf der Norton waren im Jahr 1934 die Siege beim Dreifaltigkeitsbergrennen (500 cm³) und zwei Mal beim Wartbergrennen (500 cm³ und 1000 cm³).
In den Jahren 1934 bis 1937 war Karl Bodmer sehr erfolgreicher Werksfahrer bei Auto Union und erreichte mit einer 500-cm³-Ladepumpen-DKW in Schleiz und am Feldberg zweite Plätze, beim Internationalen Solitude-Rennen 1937 Platz drei. 1937 gewann Karl Bodmer den Großen Preis von Deutschland für Motorräder auf DKW und im Jahr 1938 auf einer NSU-350. Bei weiteren Rennen im Jahr 1937, wie dem Eilenriederennen, dem Solitude-Rennen, dem AVUS-Rennen, dem Eifelrennen, beim Großen Preis von Europa, beim Großen Bergpreis von Deutschland, dem Schleizer Dreieckrennen, dem Hockenheimer Motorradrennen und bei der Deutschen Bergmeisterschaft bis 500 cm³ auf DKW-Auto Union, siegte er oder erreichte vordere Plätze.
Ab dem Jahr 1938 war Karl Bodmer bei NSU als Werksfahrer erfolgreich. Er siegte bereits im ersten Jahr beim Hamburger Stadtparkrennen vor 80.000 Zuschauern und beim Rennen Rund um Schotten jeweils auf der NSU Kompressor-Rennmaschine 350 cm³. Karl Bodmer startete bei vielen Rennen erfolgreich, u. a. am Sachsenring in Hohenstein-Ernstthal, in Bern, bei der Tourist Trophy auf der Isle of Man, in Schweden, Spanien, Belgien, in Österreich usw. Karl Bodmer fiel im Laufe der Zeit nicht nur einmal die wenig dankbare Aufgabe zu, noch unausgereifte Maschinen einzusetzen, wie etwa die Kompressor-NSU, was natürlich zu Ausfällen wegen technischer Mängel führte.
Während des Zweiten Weltkriegs war Bodmer von 1940 bis 1943 als Fahrlehrer und danach als Panzerkommandant im Russlandfeldzug bis 1945 eingesetzt und wurde kurz vor Kriegsende noch verwundet.
Bereits 1946 begann Karl Bodmer wieder die ersten Rennen zu organisieren, so das Karlsruher Dreiecksrennen sowie Rennen in Neuwied, München und am Ruhestein. 1947 wurde er auf seiner Königswellen-NSU, die er bereits vor dem Krieg fuhr, beim Schauinsland-Rennen Deutscher Meister. In den Folgejahren fuhr er noch einige unbedeutende Rennen und war dann aus gesundheitlichen Gründen gezwungen den Motorsport aufzugeben.
Fortan widmete sich Bodmer seiner Familie mit Frau Klara und den vier Kindern sowie dem Aufbau seines schnell weithin bekannten Motorradgeschäftes, in dem man Motorräder der Marken NSU, BMW, Horex, Victoria, DKW, Vespa und die in den 1950er Jahren immer beliebteren Kleinwagen der Marken BMW, Gutbrod und Lloyd kaufen konnte. Karl Bodmer starb nach längerem Leiden im Alter von nur 44 Jahren.

### Rennsiege
| Jahr | Klasse  | Maschine | Rennen                    | Strecke             |
| ---- | ------- | -------- | ------------------------- | ------------------- |
| 1938 | 350 cm³ | NSU      | Hamburger Stadtparkrennen | Hamburger Stadtpark |

## Verweise